# Абдеррахман Мезьян
Абдеррахман Мезьян (араб. عبد الرحمن مزيان; нар. 7 березня 1994, Медеа) — алжирський футболіст, нападник клубу «Белуїздад».
Виступав, зокрема, за клуб «Арба», а також олімпійську збірну Алжиру.

## Клубна кар'єра
У дорослому футболі дебютував 2013 року виступами за команду клубу «УСМ Алжир», в якій провів два сезони, взявши участь лише у 6 матчах чемпіонату. 
Своєю грою за цю команду привернув увагу представників тренерського штабу клубу «Арба», до складу якого приєднався 2015 року. Відіграв за команду наступний сезон своєї ігрової кар'єри. Більшість часу, проведеного у складі «Арби», був основним гравцем атакувальної ланки команди.
До складу клубу «УСМ Алжир» повернувся 2016 року. Відіграв за команду з Алжира 74 матчі в національному чемпіонаті.
Надалі виступав за іноземні команди «Аль-Айн» та «Есперанс».
У 2021 році повернувся до клубу «УСМ Алжир».
У серпні 2023 року перейшов до команди «Белуїздад».

## Виступи за збірну
2016 року захищав кольори олімпійської збірної Алжиру. У складі цієї команди провів 3 матчі. У складі збірної — учасник футбольного турніру на Олімпійських іграх 2016 року у Ріо-де-Жанейро.

## Досягнення
«УСМ Алжир»
- Чемпіон Алжиру (1): 2013-14
- Володар Суперкубка Алжиру (2): 2013, 2016